# Bisaltes subreticulatus
Bisaltes subreticulatus là một loài bọ cánh cứng trong họ Cerambycidae.